# Charybde
Pour les articles homonymes, voir Charybde (homonymie).
 (avril 2018).
Si vous disposez d'ouvrages ou d'articles de référence ou si vous connaissez des sites web de qualité traitant du thème abordé ici, merci de compléter l'article en donnant les références utiles à sa vérifiabilité et en les liant à la section « Notes et références ».
Œuvres principales
Odyssée
Dans la mythologie grecque, Charybde (prononcé /kaʀibd/  ; en grec ancien Χάρυβδις / Khárubdis) est un monstre marin qui fait face à Scylla, de part et d'autre d'un détroit, dévorant les marins de passage.

## Étymologie
En grec ancien, Charybde se nomme Χάρυβδις / Khárubdis. Pour Pierre Chantraine, ce nom mythique ne possède aucune étymologie,.
Heinrich Wilhelm Stoll, qui cite August Friedrich Pott, propose le sens de « gorge tourbillonnante », en lien avec χαράδρα / kharádra (« ravin », « précipice »),. Albert Carnoy imagine quant à lui une origine pélasgique, avec une racine *kar signifiant « dur », une hypothèse décrite comme peu plausible.

## Mythes

### Origine
Le récit de l'origine de Charybde apparait tardivement, notamment rapporté par Servius : fille de Poséidon et de Gaïa, elle est une jeune fille doté d'un appétit vorace. Elle est punie par Zeus pour avoir volé du bétail à Héraclès, et se retrouve métamorphosée (de) en monstre marin,.

### Charybde et Scylla
Les monstres Charybde et Scylla se trouvent de part et d'autre d'un détroit, large d'un tir d'arc, composé de deux rochers qui se font face. Celui de Charybde est le plus bas des deux : un figuier domine le monstre-gouffre, qui avale et recrache trois fois par jour les flots marins,, d'une couleur noire inquiétante.
Dans l'Odyssée, Ulysse suit les conseils de Circé, qui l'invite à affronter Charybde et Scylla plutôt que les Planctes, et de préférer se rapprocher de Scylla, quitte à perdre à coup sûr six de ses hommes, plutôt que de voir son navire détruit. Ayant traversé le détroit, l'équipage d'Ulysse accoste sur l'île d'Hélios : ses hommes décident de dévorer le troupeau du dieu et sont punis par Zeus, qui coule leur embarcation. Ulysse, sur un radeau composé du mât et de la quille du bateau, est renvoyé vers Charybde et doit s'accrocher au figuier, le temps que son esquif soit aspiré puis régurgité par le monstre, avant de reprendre son périple vers l'île d'Ogygie.
Lors de la quête de la Toison d'or, Jason et les Argonautes parviennent à traverser le détroit de Charybde et Scylla avec l'aide de Thétis et des autres Néréides,.
Énée, quant à lui, évite le passage de Charybde et Scylla en faisant le tour de la Sicile,.

## Représentations
L'iconographie de Charybde est inexistante dans l'Antiquité classique, contrairement à celle de Scylla, sans doute en raison de la description du monstre, difficile à représenter.
Plusieurs représentations étrusques, du Ve au IIIe siècle av. J.-C., montrent un homme sur le dos d'une tortue de mer, devant un figuier : il pourrait s'agir d'une représentation d'Ulysse fuyant Charybde, tel que l'aurait raconté Stésichore dans ses Nostoi.

## Interprétations

### Localisation

#### Le détroit de Messine
Depuis Homère, Charybde et Scylla forment deux termes associés, à la fois opposés et complémentaires. Scylla est une haute roche fixe qui se dresse jusqu'au ciel ; Charybde gît dans les profondeurs de la mer, telle une masse liquide descendant et remontant par mouvements de spirales. Ces deux dangers qui menaçaient les marins ont été dès l'Antiquité identifiés par Thucydide à « la passe redoutable, étant donné son étroitesse et ses courants » que nous appelons aujourd'hui le détroit de Messine. Ce tourbillon et ce récif sont signalés sur nos cartes marines et définis par les Instructions nautiques : « La rencontre de deux courants opposés produit, en divers endroits du détroit, des tourbillons et de grands remous appelés garofali. Les principaux garofali sont sur la côte de Sicile, entre le cap du Faro et la pointe Sottile, avec le jusant, et devant la tour de Palazzo, avec le flot ; ce dernier garofalo est très fort : c'est le Charybde des Anciens ».
Suivant les instructions de Circé, Ulysse a doublé les sirènes en qui des navigateurs expérimentés reconnaissent les Galli, et mis le cap sur Scylla : c'est une roche qui apparaît à bâbord, avant la porte étroite donnant accès au sud. Elle aussi est signalée par nos modernes Instructions nautiques : « La ville de Scilla est bâtie en amphithéâtre sur les falaises escarpées d'une pointe saillante au Nord ». Sur ce promontoire élevé et rocheux, les Grecs ont imaginé le monstre Scylla en son antre. À mi-hauteur, se trouve en effet une grotte et la falaise résonne des coups de boutoir que lui assènent les vagues déferlantes.

#### Autres hypothèses
D'autres thèses proposent par ailleurs une origine au voisinage de la Grèce, sur sa côte nord-ouest, près de l'île Leucade, ou dans le Bosphore.
Dans Ulysse méditerranée et Ulysse atlantique, chapitres successifs du livre Les grands navigateurs d'Alain Bombard, l'auteur détaille deux interprétations de l'Odyssée et explique pourquoi il préfère la seconde, qui (outre les localisations du reste de l'Odyssée) place Charybde et Scylla en mer d'Irlande, où Charybde serait la marée (très forte à cet endroit et inconnue des Grecs de l'Antiquité) et Scylla les roches côtières.

### Phénomènes naturels
Charybde pourrait être assimilée, en plus terrifiant, au phénomène des « souffleurs » : de l'eau s'engouffre dans un conduit situé le long de la côte sous le niveau de la mer et elle est recrachée sous forme de geyser par une cheminée proche[réf. nécessaire].

## Postérité et réception

### Toponymie
Dans l'Antiquité, plusieurs gouffres sont nommés « Charybde ». Strabon et Eustathe nomment ainsi celui dans lequel se jette l'Oronte près d'Antioche, ; deux autres gouffres homonymes sont cités, un en Lycie et l'autre près de Cadix.

### Expression française
L'expression « de Charybde en Scylla » signifie « de mal en pis ». Elle apparait chez Gautier de Châtillon, dans L'Alexandréide, avec la mention « incidit in Scyllam cupiens vitare Charybdim » (« il tombe sur Scylla en voulant éviter Charybde »). La formule « tomber de Charybde en Scylla » est fixée par Jean de La Fontaine, dans la fable La Vieille et les deux Servantes.

### Beaux-Arts
Charybde et Scylla par Ary Renan (1857-1900).

### Littérature
Le neuvième chapitre d'Ulysse de James Joyce correspond au mythe de Charybde et Scylla.
Le roman La Mer des monstres, le deuxième tome de la série littéraire Percy Jackson, est une réécriture des mythes d'Ulysse et des Argonautes : les héros sont ainsi confrontés à Charybde et Scylla.

### Sciences
L'astéroïde de la ceinture principale (388) Charybde, découvert le 7 mars 1894 par Auguste Charlois à Nice, est nommé en référence à Charybde.
Charybde a donné son nom à un ordre de Cuboméduses, les Carybdeida, dont la Carybdea marsupialis.

### Sources antiques
- Pseudo-Apollodore, Bibliothèque [détail des éditions] [lire en ligne], I, 9, 25.
- Pseudo-Apollodore, Épitome [détail des éditions] [lire en ligne], VII, 21 et 23.
- Apollonios de Rhodes, Argonautiques [détail des éditions] [lire en ligne], IV, 789 ; IV, 825 ; IV, 923.
- Euripide, Les Troyennes [détail des éditions] [lire en ligne], 436.
- Homère, Odyssée [détail des éditions] [lire en ligne], XII, 73-126 ; XII, 234-259 ; XII, 426-446.
- Hygin, Fables [détail des éditions] [(la) lire en ligne], CXXV.
- Lycophron, Alexandra [détail des éditions] [lire en ligne], 668 et 743.
- Ovide, Métamorphoses [détail des éditions] [lire en ligne], VII, 63 ; XIII, 730 ; XIV, 75.
- Ovide, Héroïdes [détail des éditions] [lire en ligne], XII, 125.
- Strabon, Géographie [détail des éditions] [lire en ligne], VI, 2, 3 ; VI, 2, 9.
- Virgile, Énéide [détail des éditions] [lire en ligne], III, 418-428 ; III, 555 ; VII, 302.

#### Dictionnaires et encyclopédies
- Pierre Grimal (préf. Charles Picard), Dictionnaire de la mythologie grecque et romaine, Paris, Presses universitaires de France, 1994, 12e éd. (1re éd. 1951), 574 p. (ISBN 2-13-044446-6), « Charybde », p. 89.
- (de) Heinrich Wilhelm Stoll, « Charybdis », dans Wilhelm Heinrich Roscher, Ausführliches Lexikon der griechischen und römischen Mythologie, vol. I-1, Leipzig, Teubner-Verlag, 1886 (lire sur Wikisource), col. 887-888.
- (de) Otto Waser, « Charybdis », dans Realencyclopädie der classischen Altertumswissenschaft, vol. III-2, Stuttgart, Metzler, 1899 (lire sur Wikisource), col. 2194–2195.

#### Études
- Timothy Gantz, Mythes de la Grèce archaïque, Belin, 2004 [détail de l’édition].